# فرنسيسكو كامبوس
فرنسيسكو كامبوس (بالإسبانية: Francisco Campos) هو لاعب كرة قاعدة مكسيكي، ولد في 12 أغسطس 1972 في هيرويكا غوايماس في المكسيك.

## وصلات خارجية
- فرنسيسكو كامبوس على موقعبيزبول رفرنس.كوم (الدوري الثانوي) (الإنجليزية)